# Simon Howe

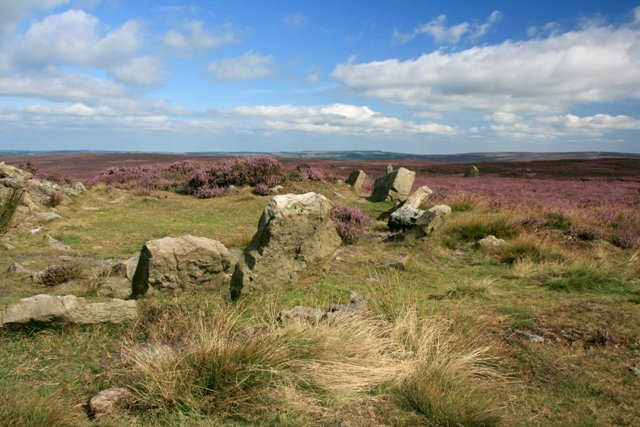
Menhire von Simon Howe

Simon Howe ist ein Fundplatz mit einem bronzezeitlichen Rundcairn oder Ring Cairn, einer Steinreihe, einem Menhir (englisch Standing Stone) und zwei Rundhügeln (englisch Roundbarrows) östlich des Howl Moors, südlich von Goathland, in North Yorkshire in England.
Die Randsteine des Rundcairns von etwa 10 m Durchmesser sind auf der östlichen Seite deutlich sichtbar. Der Steinhügel in der Mitte ist ein moderner Wanderer-Cairn. Ebenso ist der Steinhaufen am Rand nicht historisch.
Die Nordost-Südwest orientierte Steinreihe besteht aus zwei stehenden und zwei gefallenen Steinen – der Beleg für einen fünften Stein wurde 1947 durch einen Steinsockel erbracht.
Der Menhir steht in der Nähe eines Barrows nordöstlich von Simon Howe Cairn.